# Mark Duplass
Mark David Duplass (Nueva Orleans, Luisiana, 7 de diciembre de 1976) es un actor, director, productor, y escritor. Es hermano del director y escritor Jay Duplass.

## Vida personal
Duplass nació en Nueva Orleans, Louisiana, hijo de Cynthia "Cindy" (de soltera Ernst) y Lawrence "Larry" Duplass. Es hermano de  Jay Duplass. Fue criado en una familia católica, y asistió a la Secundaria Jesuita. 
Duplass está casado con su coprotagonista en The League, Katie Aselton. Tienen dos hijos. También es el cantante de la banda de rock Volcano, I'm Still Excited!.

## Filmografía

### Cine y series (listado incompleto)
| Año       | Título                             | Papel                | Notas                          |
| --------- | ---------------------------------- | -------------------- | ------------------------------ |
| 2005      | The Puffy Chair                    | Josh                 |                                |
| 2007      | Hannah takes the stairs            | Mike                 |                                |
| 2008      | Baghead                            |                      | Codirector                     |
| 2009      | True Adolescents                   | Sam                  |                                |
| 2009      | Humpday                            | Ben                  |                                |
| 2009      | Other People's Parties             | Doug Rhineau         |                                |
| 2009-2015 | The League                         | Peter "Pete" Eckhart |                                |
| 2010      | Greenberg                          | Eric Beller          |                                |
| 2010      | Mars (2010)                        | Charlie Brownsville  |                                |
| 2010      | Cyrus                              |                      | Codirector                     |
| 2011      | Jeff, Who Lives at Home            |                      | Codirector                     |
| 2011      | El amigo de mi hermana             | Jack                 |                                |
| 2012      | Seguridad no garantizada           | Jeff                 | Papel protagonista             |
| 2012      | The Do-Deca Pentathlon             |                      | Codirector                     |
| 2012      | ¡Por fin solos! (película de 2012) | Bryan Alexander      |                                |
| 2012      | Así Somos                          | Ted                  |                                |
| 2012      | La noche más oscura                | Steve                |                                |
| 2012      | Black Rock (película de 2012)      |                      | Guionista                      |
| 2012-2017 | The Mindy Project                  | Brendan Deslaurier   |                                |
| 2013      | Parkland (película)                | Kenneth O'Donnell    |                                |
| 2014      | The One I Love                     | Ethan                |                                |
| 2014      | Wedlock (2014)                     | Dave                 |                                |
| 2014      | Creep                              | Josef                | Antagonista                    |
| 2014      | Tammy (película)                   | Bobby                |                                |
| 2014      | La maldición de la abuela          | Tío Lanning          |                                |
| 2015      | Togetherness                       | Brett Pierson        |                                |
| 2015      | The Lazarus Effect                 | Frank                | Coprotagonista                 |
| 2016      | Blue Jay                           | Jim                  | Escritor y productor           |
| 2016      | Animals (2016)                     | Ken/Abuelo Tom       | Voz                            |
| 2016      | Goliath                            | Tom Wyatt            |                                |
| 2017      | Comrade Detective                  | Todd                 | Voz                            |
| 2017      | Room 104                           |                      | Cocreador                      |
| 2017      | Manhunt: Unabomber                 | David                |                                |
| 2017      | Creep 2                            | Aaron                | Antagonista                    |
| 2017      | Table 19                           |                      | Coguionista                    |
| 2017-2020 | Big Mouth (serie de televisión)    | Val Bilzerian        | Voz                            |
| 2018      | Duck Butter                        | Mark                 |                                |
| 2018      | Love Sonia                         |                      | Extra                          |
| 2018      | Tully                              | Craig                |                                |
| 2019      | Paddleton                          | Michael              | Escritor y productor ejecutivo |
| 2019      | Bombshell (película de 2019)       | Douglas Brunt        | Secundario                     |
| 2019      | The Morning Show                   | Charlie Black        |                                |
| 2020      | When the Streetlights go on        | Sr. Carpenter        |                                |
| 2021      | Language Lessons                   | Adam                 |                                |
| 2021      | Llamadas                           | Patrick              | Voz                            |
| 2021      | 7 Days                             | Daddy                | Voz                            |
| 2022-     | Pretzel y sus cachorros            | Pretzel              | Voz                            |